# Palacio de los Verdugo
La casa Palacio de los Verdugo en la ciudad de Ávila, data del año 1531, mandada construir por Suero de Águila, caballerizo del infante Fernando, hermano de Carlos I. Está situada en la calle de Lope Núñez, que entonces se llamaba del Lomo. Su edificación responde al auge de la ciudad en el siglo XVI por el crecimiento por la industria textil lanar, el levantamiento de iglesias y conventos y el empuje religioso de Santa Teresa de Ávila y San Juan de la Cruz. 
La fachada sobria de piedra, de estilo plateresco y de carácter defensivo, sin ventanas a baja altura y con dos anchas torres a cada lado. A la izquierda de su fachada, hay un verraco de piedra de época vétonica, similar a las decenas de ellos que está repartidos por la ciudad y a los conocidos toros de Guisando.

## Cronología del palacio

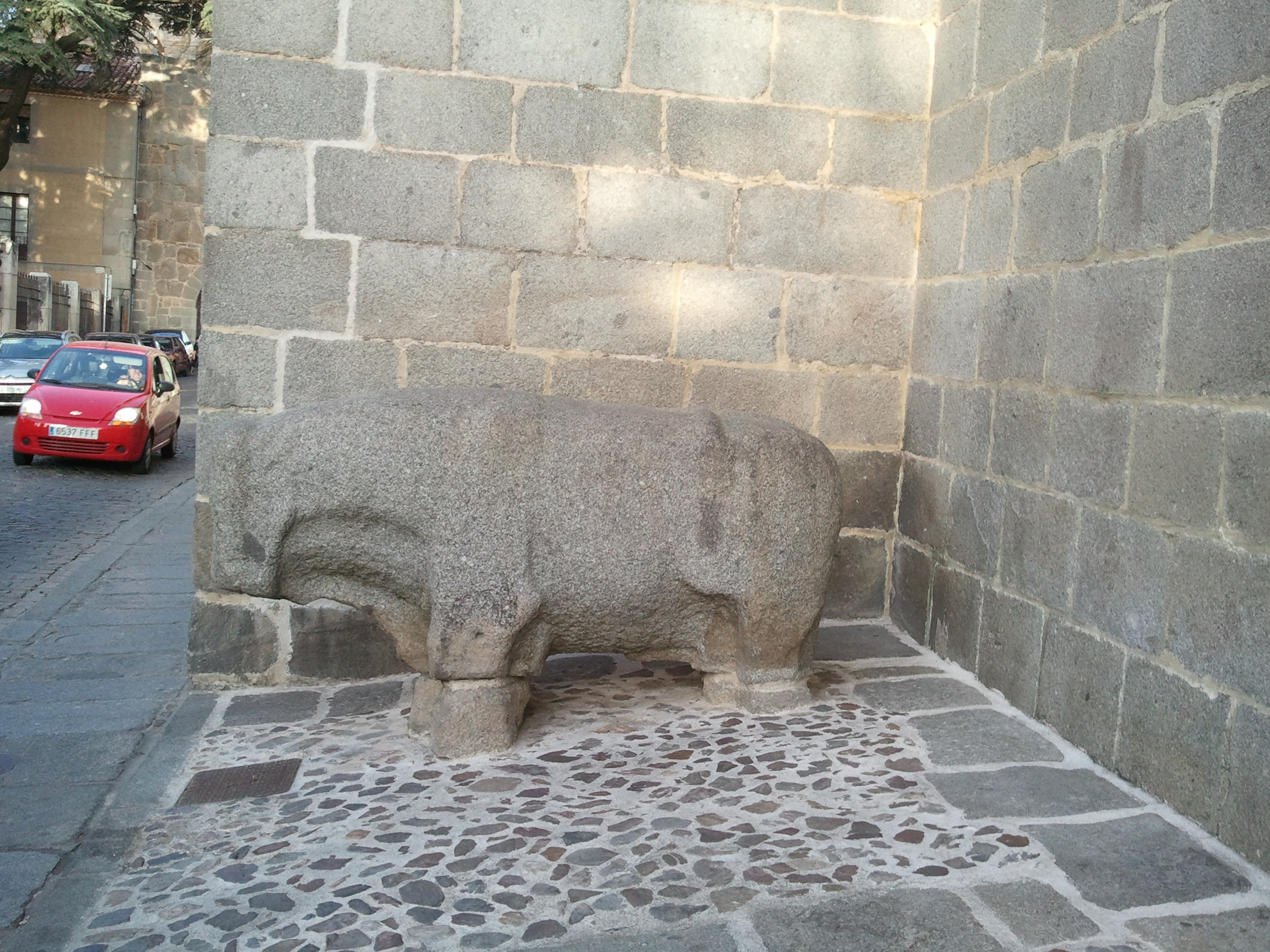
Verraco vetón junto a la torre izquierda.

- Desde su construcción (1531) fue sede de la casa de Suero del Águila, quien otorgó en 1536 carta de mayorazgo a su hijo Sancho de Águila y a su esposa Isabel de Carvajal, aya del infante  Fernando, con la salvedad de que, si el linaje desaparecía, su patrimonio pasaría a la orden de los Jerónimos.[1]

- En 1606, al morir sin descendencia su nieto Rodrigo de Águila, los jerónimos la convierten en casa-convento hasta el año 1616, en que la permutan con la Compañía de Jesús por el colegio de San Gil.[2]

- El palacio permaneció en manos de los jesuitas hasta el 3-4-1618, en que se lo permutan a Diego Dávila, quien el 15-4-1618 lo saca a subasta pública, adquiriéndolo Francisco Guillamas y Velázquez. Continuó en posesión de sus descendientes (los Verdugo-Guillamas, Fernández Campomanes, Hurtado, Sánchez-Albornoz y Muñoz) hasta 1990.

- En 1901 fue catalogado por Manuel Goméz Moreno en su obra Catálogo monumental de España (Manuscrito): provincia de Ávila,[3] donde describe el palacio:

"Su fachada está intacta, con dos torres a los extremos por tarda semi-gótica y ventanas con escuditos; patio bien grande y casi idéntico al de Oñate pero solo con dos naves de galerías."

- El edificio fue declarado monumento histórico artístico de carácter nacional por el Real Decreto 760/1979 de 9 de marzo de 1979, publicado en el BOE del 12 de abril de 1979.

- Desde el año 2008, y tras varios años de obras de restauración, es sede permanente de la Secretaría General del Grupo de Ciudades Patrimonio de la Humanidad de España.[4] Forma parte de los bienes de interés cultural de la provincia de Ávila.